# Bataille d'Autas
La Bataille d'Autas ou Awtas, est une bataille mettant en scène des forces musulmanes, qui s’est déroulée au cours de l’année 630 à Awtas, en Arabie saoudite, après la bataille de Hunayn, mais avant le siège de Ta'if. Mahomet vint avec 12 000 combattants contre une coalition de tribus. Une embuscade fut tendue et une pluie de flèches fut lancée sur les musulmans.